# هلجنة

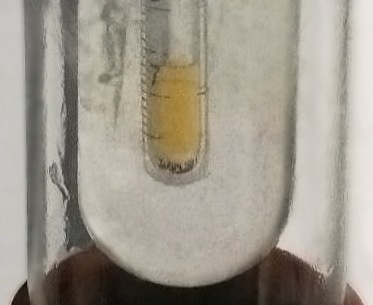

الهلجنة: هي تفاعل كيميائي يتضمن إضافة واحد أو أكثر من الهالوجين إلى مركب أو مادة. يعتمد مسار الهلجنة والخاصية الديناميكية (قياس اتحادية العناصر) للهالوجين على السمات الهيكلية والمجموعات الوظيفية (وهي مجموعات محددة من الذرات ضمن الجزيئات، مسؤولة عن خواص الجزيئات وعن سلوكها في التفاعلات الكيميائية مع غيرها من الجزيئات) وأيضا يعتمد على الهالوجين المحدد. كما تخضع المركبات غير العضوية مثل المعادن للهلجنة.

## الكيمياء العضوية

### الهلجنة حسب نوع التفاعل
هنالك عدة مسارات لهلجنة المركبات العضوية، وتتضمن الهلجنة الحرة، الهالوجين كيتون، الهلجنة المحبة للإلكترونات، وتفاعل إضافة الهالوجين. وهيكل الركيزة هو أحد العوامل التي يعتمد عليها مسار الهلجنة.

#### هلجنة الجذر الحر
الهايدروكربونات المشبعة عادةً لا تضيف الهالوجينات ولكنها تخضع لهلجنة الجذر الحر، والتي تشمل استبدال ذرات الهيدروجين بالهلوجين. عادةً كيمياء إعادة الهلجنة من الألكانات تحدد عن طريق الضعف النسبي لروابط C-H المتاحة. وأولوية التفاعل في المواقع الثالثة والثانوية تنتج من استقرار الجذور الحرة المتقابلة والحالة الانتقالية المؤديه لها. هلجنة الجذور الحرة تستخدم في الإنتاج الصناعي للميثان المعالج بالكلور.
CH4 + Cl2 → CH3Cl + HCl
عادةً إعادة الترتيب يرافق تفاعلات الجذر الحر.

#### إضافة الهالوجينات إلى الألكينات والألكاينات
المركبات غير المشبعة، وخاصة الألكينات والألكينات، تضيف الهالوجينات:
RCH=CHR′ + X2 → RCHX–CHXR′
تنفذ إضافة الهالوجين إلى الألكينات عن طريق أيونات الهالونيوم المتوسطة. وفي حالات خاصة تم عزل هذه المركبات المتوسطة.

#### هلجنة المركبات العطرية
المركبات العطرية هي عرضة للهلجنة المحبة للإلكترونات
RC6H5 + X2 → HX + RC6H4X

#### طرق أخرى للهلجنة
في تفاعل " Hunsdiecker" يتم تحويل الأحماض الكربوكسيلية إلى سلسلة هالوجينية مقصرة. أولا يتم تحويل الاحماض الكربوكسيلية إلى ملحه الفضي واللذي يتأكسد بعد ذلك بالهالوجين:
RCO2Ag + Br2 → RBr + CO2 + AgBr
في تفاعل "Sandmeyer" تستخدم لإعطاء الهاليدات أريل من أملاح ديازونيوم، والتي يتم الحصول عليها من الأنيلين.
في الهلجنة - فوهارد - Zelinsky، الأحماض الكربوكسيلية تتفاعل عن طريق الهالوجين ألفا.
في اكسي كلوريد "oxychlorination"، دمج كلوريد الهيدروجين والأكسجين كما هو موضح في ثنائي كلورو الإيثان:
2 HCl + CH2=CH2 + 1⁄2 O2 → ClCH2CH2Cl + H2O

### الهلجنة عن طريق نوع الهالوجين
يتأثر مرفق الهلجنة بالهالوجين، يعد الفلور والكلور من أكثر المحبين للإلكترونات أكثر عدوانية للهلجنة، ويعتبر البروم اضعف من الكلور والفلور كعامل هلجنة، بينما اليود هو الأقل رد فعل من بينهم جميعا. يتبع مرفق إزالة الهدرجة في
الاتجاه المعاكس: يتم إزالة اليود بسهولة أكبر من المركبات العضوية، وتكون المركبات العضوية الفلورية مستقرة للغاية.

#### الفلورة
تتفاعل المركبات العضوية، المشبعة وغير المشبعة على حد سواء، بسرعة، وعادة ما تكون متفجرة مع الفلور. الفلورة مع الفلور العضوي (F2) تتطلب ظروفًا وأجهزة عالية التخصص، العديد من المركبات العضوية الهامة تجارياً هي مكلورة كهروكيميائيًا باستخدام فلوريد الهيدروجين كمصدر للفلور. وتسمى هذه الطريقة بالفلورة الكهروكيميائية. وبعيدا عن F2 وما يعادله كهروكيميائيا، فإن مجموعة متنوعة من الكواشف المفلورة معروفة مثل فلوريد الزينون وفلوريد الكوبالت (III).

#### الكلورة
الكلورة هي بشكل عام تفاعل طارد للحرارة للغاية. ويتفاعل كل من المركبات المشبعة وغير المشبعة مباشرة مع الكلور، وعادة ما يتطلب الأمر وجود ضوء فوق بنفسجي لبدء تحلل الكلور. يتم إجراء الكلورة على نطاق واسع صناعيا. وتشمل العمليات الرئيسية مسارات إلى 1،2ثنائي كلورو الإيثان (سلائف ل (PVC ، وكذلك متعدد الإيثان المكلور، كمذيبات.

#### البرومة
البرومة أكثر انتقائية من الكلورة لانه تفاعل طارد للحرارة بشكل اقل. في معظم الاحيان تحدث البرومة عن طريق إضافة Br2 إلى الألكينات. ومثال على البرومة هو التركيب العضوي للهلوثين المخدر من ثلاثي كلورإيثيلين:
مركبات البرومين العضوي هي أكثر أنواع الهاليدات العضوية شيوعا في الطبيعة. وتكوينها يتم تحفيزه عن طريق إنزيم برومو پيروكسيدات الذي يستخدم البروميد مع الاكسوجين حتى يتأكسد. وقد قدرة ان المحيطات تطلق سنويا ما بين 1-2 طن من البروموفورم و 56000 طن من برومو الميثان.

#### اليَودَنَة
يعتبر اليود من الهالوجينات الاقل تفاعلا وهو غير مستعد للتفاعل مع معظم المركبات العضوية. وإن إضافة اليود إلى الالكينات يعد اساس الطريقة التحليلية التي تسمى رقم اليود، وهو مقياس لدرجة عدم التشبع فالدهون. يتضمن تفاعل اليودوفورم تحلل كيتونات الميثيل.

## الكيمياء غير العضوية
جميع العناصر تشكل الفلورايد عن طريق التفاعل المباشر مع الفلور ما عدا الأرجون والنيون والهيليوم. يعتبر الكلور الأكثر انتقائية ولكنهُ لا يتفاعل مع معظم المعادن والألواح غير المعدنية الكثيفة. ويعد البروم قليل التفاعل ولكن اليود الأقل تفاعلا. ومن بين العديد من التفاعلات الممكنة تشكيل كلوريد الذهب (III) عن طريق كلورة الذهب. وعادة كلورة المعادن غير مهمة صناعيا لأن تكوين الكلوريدات سهلة أكثر من الأكسدة وهدرجة الهاليد. حيث يستخدم الكلور الذي يعد من المركبات غير العضوية على نطاق واسع نسبيا لانتاج ثلاثي كلوريد الفسفور والكبريت أحادي الكلور.